# ERO1A
ERO1A (англ. Endoplasmic reticulum oxidoreductase 1 alpha) – білок, який кодується однойменним геном, розташованим у людей на короткому плечі 14-ї хромосоми. Довжина поліпептидного ланцюга білка становить 468 амінокислот, а молекулярна маса — 54 393.
| 10         |  | 20         |  | 30         |  | 40         |  | 50         |
| ---------- |  | ---------- |  | ---------- |  | ---------- |  | ---------- |
| MGRGWGFLFG |  | LLGAVWLLSS |  | GHGEEQPPET |  | AAQRCFCQVS |  | GYLDDCTCDV |
| ETIDRFNNYR |  | LFPRLQKLLE |  | SDYFRYYKVN |  | LKRPCPFWND |  | ISQCGRRDCA |
| VKPCQSDEVP |  | DGIKSASYKY |  | SEEANNLIEE |  | CEQAERLGAV |  | DESLSEETQK |
| AVLQWTKHDD |  | SSDNFCEADD |  | IQSPEAEYVD |  | LLLNPERYTG |  | YKGPDAWKIW |
| NVIYEENCFK |  | PQTIKRPLNP |  | LASGQGTSEE |  | NTFYSWLEGL |  | CVEKRAFYRL |
| ISGLHASINV |  | HLSARYLLQE |  | TWLEKKWGHN |  | ITEFQQRFDG |  | ILTEGEGPRR |
| LKNLYFLYLI |  | ELRALSKVLP |  | FFERPDFQLF |  | TGNKIQDEEN |  | KMLLLEILHE |
| IKSFPLHFDE |  | NSFFAGDKKE |  | AHKLKEDFRL |  | HFRNISRIMD |  | CVGCFKCRLW |
| GKLQTQGLGT |  | ALKILFSEKL |  | IANMPESGPS |  | YEFHLTRQEI |  | VSLFNAFGRI |
| STSVKELENF |  | RNLLQNIH   |  |            |  |            |  |            |

A: Аланін

C: Цистеїн

D: Аспарагінова кислота

E: Глутамінова кислота

F: Фенілаланін

G: Гліцин

H: Гістидин

I: Ізолейцин

K: Лізин

L: Лейцин

M: Метіонін

N: Аспарагін

P: Пролін

Q: Глутамін

R: Аргінін

S: Серин

T: Треонін

V: Валін

W: Триптофан

Кодований геном білок за функціями належить до оксидоредуктаз, фосфопротеїнів. 
Задіяний у таких біологічних процесах, як апоптоз, транспорт, транспорт електронів. 
Білок має сайт для зв'язування з ФАД, флавопротеїном. 
Локалізований у мембрані, ендоплазматичному ретикулумі.